# Pearsonia aristata
Pearsonia aristata är en ärtväxtart som först beskrevs av Schinz, och fick sitt nu gällande namn av Dummer. Pearsonia aristata ingår i släktet Pearsonia och familjen ärtväxter. Inga underarter finns listade i Catalogue of Life.